# Mohammad Al-Shalhoub
Mohammad Al-Shalhoub (arab. محمد الشلهوب, ur. 8 grudnia 1980 w Rijadzie) – piłkarz saudyjski grający na pozycji ofensywnego pomocnika.

## Kariera klubowa
- od 1998  Al-Hilal

Al-Shalhoub urodził się w stolicy kraju, Rijadzie. Od początku kariery związany jest z klubem Al-Hilal, w barwach którego zadebiutował w 1998 roku w pierwszej lidze. Al-Hilal jako ówczesny mistrz kraju występował w Azjatyckiej Lidze Mistrzów, ale odpadł z jej ćwierćfinału, a w ligowych play-off odpadł w półfinale. W 2000 roku Al-Shalhoub osiągnął swoje pierwsze sukcesy w karierze, a były to: zdobycie Puchar Korony Księcia, a także wygranie Ligi Mistrzów oraz Superpucharu Azji. W kolejnych latach Mohammad także odnosił sukcesy. W 2001 roku świętował wywalczenie Arabskiego Pucharu Zdobywców Pucharów. Natomiast w 2002 roku po raz pierwszy w karierze został mistrzem kraju, a następnie zdobył Puchar Zdobywców Pucharów Azji i Arabski Superpuchar. W 2003 roku sięgnął po kolejny krajowy puchar, w 2005 po mistrzostwo, a w 2006 znów po puchar. W tym samym roku został mianowany drugim najlepszym piłkarzem Azji po Katarczyku Khalfanie Ibrahimie. W kolejnych latach sięgał jeszcze pięciokrotnie po tytuł mistrzowski (2008, 2010, 2011, 2017, 2018) oraz siedmiokrotnie po Puchar Arabii Saudyjskiej (2008, 2009, 2010, 2011, 2012, 2013, 2016)

## Kariera reprezentacyjna
W reprezentacji Arabii Saudyjskiej Al-Shalhoub zadebiutował 17 października 2000 roku w zremisowanym 0:0 spotkaniu z Katarem, rozegranym w ramach Pucharu Azji 2000. Był na nim podstawowym zawodnikiem i strzelił 3 gole przyczyniając się do wywalczenia przez narodową drużynę wicemistrzostwa kontynentu.
W 2002 roku Al-Shalhoub został powołany do kadry na Mistrzostwa Świata 2002. Tam zagrał tylko w jednym grupowym spotkaniu, przegranym 0:3 z Irlandią.
W 2004 roku Mohammad wystąpił w Pucharze Azji 2004, jednak Arabia Saudyjska niespodziewanie odpadła już w fazie grupowej. W 2006 roku Al-Shalhoub po raz drugi w karierze pojechał na mundial, jednak na Mistrzostwach Świata w Niemczech nie zagrał w żadnym spotkaniu. W 2011 roku pojechał po raz trzeci w karierze na Puchar Azji, gdzie zagrał w dwóch spotkaniach: przegranym 0:1 z Jordanią oraz przegranym 0:5 z Japonią. W latach 2012–2017 nie był powoływany do kadry. Wrócił na towarzyski mecz z Irakiem w lutym 2018 roku przegranym 1:4.